# Evangelische Kirche (Šumperk)

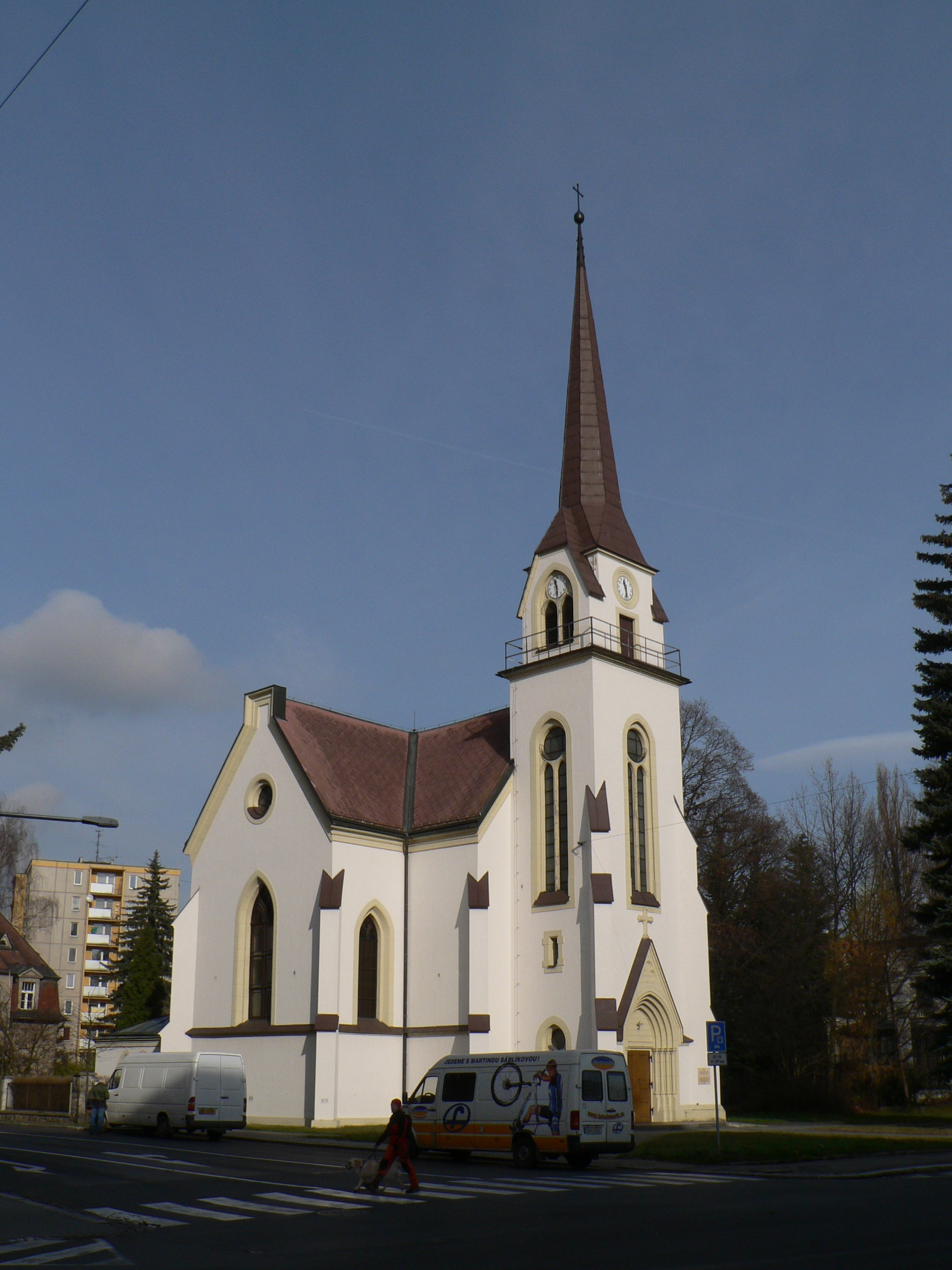
Evangelische Kirche Mährisch Schönberg

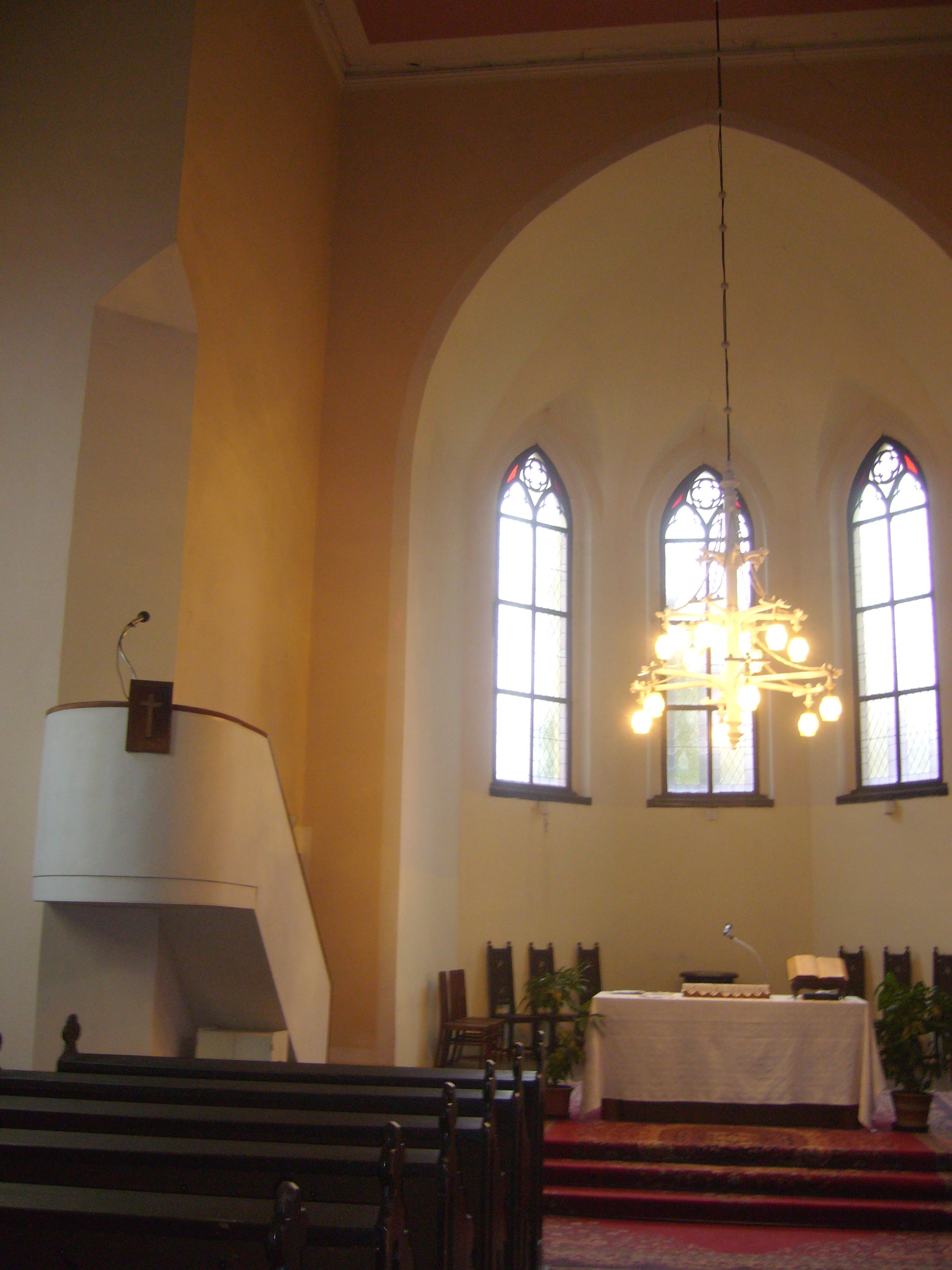
Innenansicht

Die Evangelische Kirche steht in Šumperk (deutsch: Mährisch Schönberg) in Tschechien.

## Geschichte
Mit der Reformation hatte sich auch Mährisch Schönberg dem Luthertum angeschlossen, das mit Einführung der Gegenreformation ab 1628 unterdrückt wurde. Der erste dokumentierte evangelische Gottesdienst fand erst wieder im Revolutionsjahr 1848 auf Veranlassung des Textilfabrikanten Friedrich Ulrich statt. 1863 konstituierte sich eine evangelische Filialgemeinde der Christuskirchgemeinde in Brünn. Nachdem mit dem Erlass des Protestantenpatents Kaiser Franz Josephs I. den Angehörigen der evangelischen Konfession die Errichtung von Kirchenbauten gestattet war, konnte 1866 mit finanzieller Unterstützung des deutschen Gustav-Adolf-Vereins ein Grundstück für einen Kirchenbau erworben werden. Die Grundsteinlegung fand am 13. Juni 1869 statt, die Einweihung wurde am 28. Juni 1874 durch den Superintendenten Karl Samuel Schneider vollzogen. Zu den Baukosten trugen sowohl der österreichische Landesherr Franz Joseph I. als auch der deutsche Kaiser Wilhelm I. bei. Die Pläne des kreuzförmig angelegten Kirchenbaus stammten von dem Architekten Wenzel Knapek, die Ausführung oblag dem örtlichen Bauunternehmer Josef Bayer. Nachdem Mährisch Schönberg 1899 selbstständige Pfarre geworden war, wurde 1908 nach dem Entwurf des Wiener Architekten Georg Berger (1856–1930) anstelle des bisherigen Giebeldachreiters ein größerer Kirchturm mit Steilhelm angebaut. 1920 nahm Berger eine Umgestaltung des Kirchenraums vor und errichtete 1928 das bestehende Pfarrhaus. Nach dem Zweiten Weltkrieg wurde die Kirche der Evangelischen Kirche der Böhmischen Brüder übergeben.
1963 erhielt die Kirche eine neue Orgel von der Orgelbauwerkstatt Rieger-Kloss in Jägerndorf.